# Cannara
Cannara è un comune italiano di 4 160 abitanti della provincia di Perugia in Umbria.

## Geografia fisica
Cannara sorge sulla riva sinistra del fiume Topino ed è situata quasi al centro della Valle Umbra. Fa parte della Regione agraria n. 7 - Colline di Perugia e della Comunità montana dei Monti Martani, Serano e Subasio.
Classificazione climatica: zona D, 1985 GR/G.

## Storia
I primi insediamenti in questa zona che fu molto acquitrinosa (Cannara deriva il nome da "canna", pianta acquatica ancor oggi persistente) sono dagli storici datati attorno al Mille. In origine e per molti secoli fu un castello ben fortificato con alte mura e torri, che divenne comune nel corso del Duecento. Fu a lungo minacciato dall'espansionismo della vicina Assisi, finché i cannaresi non decisero di sottomettersi a Perugia (1291), ottenendo in cambio protezione. 
Nel 1424 divenne feudo della potente famiglia perugina dei Baglioni, che la tennero sotto il loro dominio fino al 1648, anno in cui muorì Malatesta V, ultimo discendente di quel ramo.
Da allora, e fino all'Unità d'Italia (1861), appartenne allo Stato della Chiesa.

## Monumenti e luoghi d'interesse[7]
- Chiesa di San Biagio: è documentata sin dal 1244, quando i monaci di San Benedetto del Subasio l'annoveravano tra i loro possedimenti. La facciata è un tipico esempio di tardo romanico umbro, costruita in conci di pietra bianca e rosa. L'interno è costituito da un unico ambiente coperto da una volta a quattro vele separate da robusti costoloni. Sull'altare maggiore è esposta la tela tardo cinquecentesca raffigurante la Trinità con san Lorenzo e san Benedetto da Norcia, san Biagio e il beato Lorenzo Giustiniani.
- Chiesa parrocchiale di San Matteo: di origine trecentesca, è stata ricostruita nella sua forma attuale tra il 1788 e il 1797, secondo il progetto dell'architetto assisiate Giuseppe Brizi. Il campanile a guglia, parzialmente crollato dopo il terremoto del 1832, fu ricostruito con l'attuale calotta terminale dall'ingegner Domenico Martinangeli di Cannara nel 1860. L'interno, decorato nel 1921 da Elpidio Petrignani, custodisce un'interessante tavola di Nicolò di Liberatore, detto l'Alunno, raffigurante la Madonna in trono con Gesù Bambino tra san Francesco d'Assisi e san Matteo evangelista. Sull'altare maggiore è posta la tela con la Vergine con il Bambino, Sant'Antonio da Padova e San Rocco, dipinta da Prospero Mallerini nel 1797. Nella parete sinistra del presbiterio è un trittico con la Madonna del Latte tra i Santi Matteo e Francesco di Ugolino di Gisberto forse originariamente all'altare maggiore e ridotto in forma di tondo in epoca imprecisata[8].
- Chiesa di San Sebastiano (sconsacrata e oggi Auditorium comunale): è documentata sin dal 1184 mentre il campanile risale al XVIII secolo. Degli arredi originali non restano che i gradevoli stucchi alle pareti, imbiancate nel 1976 con un maldestro intervento a tempera. Il restauro, in occasione dell'inaugurazione come auditorium nel 2008, ha riportato alla luce i colori originali delle volte e dell'altare maggiore, dove è stato rinvenuto un affresco raffigurante il castello di Cannara. Madonna con Gesù Bambino fra san Giovanni Battista e san Sebastiano (1482)

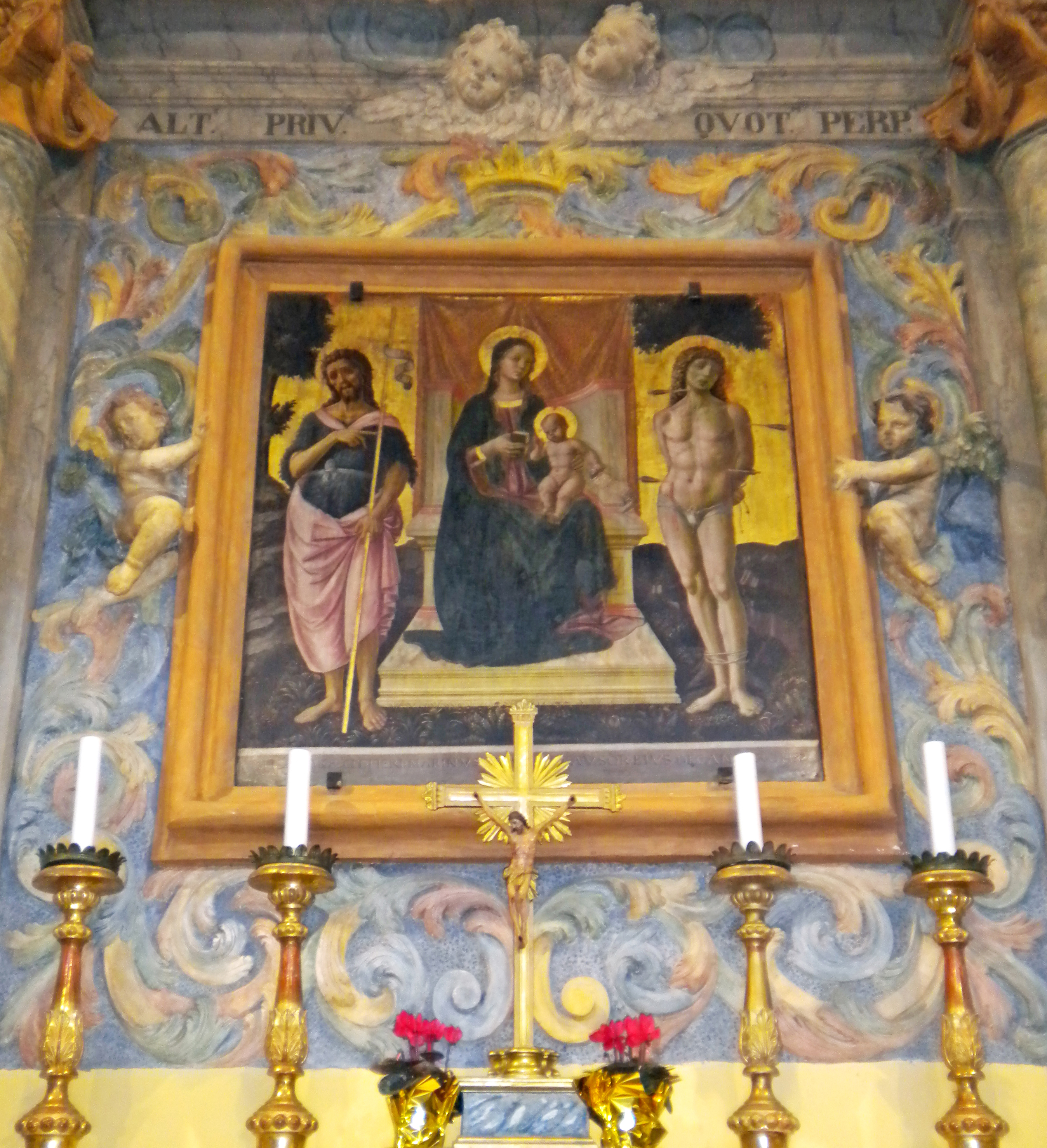
Madonna con Gesù Bambino fra san Giovanni Battista e san Sebastiano (1482)

- Chiesa di San Giovanni Battista: documentata sin dal 1333, è stata trasformata nell'attuale prospetto a capanna presumibilmente nei lavori del 1584. Nella facciata si apre un semplice portale, con ante in legno della fine del XVI secolo. Nel settecentesco altare maggiore, fiancheggiato dalle coeve statue in gesso di San Liberio a destra e San Rufino a sinistra, è la tavola dipinta a tempera raffigurante la Madonna con Gesù Bambino tra San Giovanni Battista e San Sebastiano, privata nel Settecento dell'originaria carpenteria lignea. Come risulta dal contratto ancora conservato l'opera fu commissionata nel 1480 a Nicolò di Liberatore, detto l'Alunno, e a suo figlio Lattanzio, da Giuliano di Domenico, priore della chiesa e dal sacrestano Marco di Francesco. La tavola fu finanziata da Marino da Cannara e dalla moglie quale ex voto per lo scampato contagio della peste del 1480-82, come si legge nell'iscrizione in basso che reca anche la data 1482. Secondo il menzionato contratto Niccolò avrebbe eseguito le teste e le mani delle figure e tutto il San Sebastiano, ed il figlio tutto il resto[9].
- Chiesa di San Francesco: eretta fra Quattrocento e Cinquecento, fu dedicata al Santo di Assisi che, secondo la tradizione, proprio a Cannara avrebbe ideato il Terz'ordine francescano e fatto la celeberrima Predica agli uccelli in località Piandarca. Sull'altare maggiore, con bella mostra in legno e stucco, è posta un'interessante tela del primo quarto del XVII secolo raffigurante la Vestizione di una donna del Terz'ordine. L'altare è fiancheggiato da due nicchie. In quella di destra è posta la statua di San Francesco (1660) mentre in quella di sinistra è collocata una Santa Elisabetta (XIX secolo).

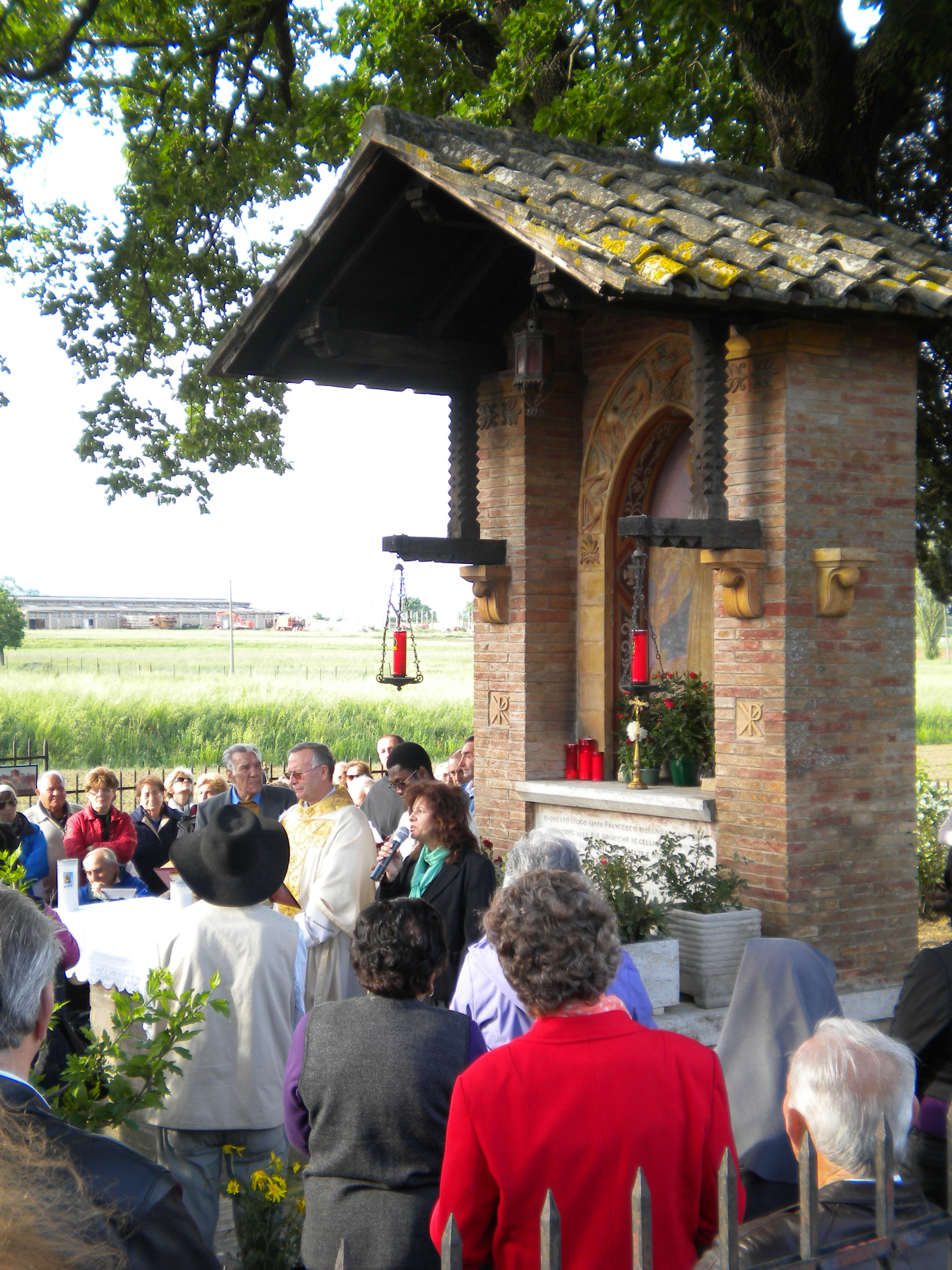
celebrazione liturgica davanti all'edicola di Piandarca a Cannara, 2010

- Chiesa della Buona Morte (ovvero delle Sacre Stigmate di San Francesco): è la trasformazione, avvenuta nei secoli, del piccolo oratorio in cui san Francesco d'Assisi, secondo la tradizione, concesse il primo abito del Terz'ordine francescano al beato Lucio Modestini di Cannara. Nel semplice prospetto celebrazione liturgica davanti all'edicola di Piandarca a Cannara, 2010tardo cinquecentesco, di recente restauro (primi anni del novecento), è murata una lapide che ricorda la fondazione del Terz'Ordine. Nel primo altare di sinistra è venerata la Madonna Nera di Loreto raffigurata nel prezioso simulacro in legno di pioppo (restaurato nel 2005) che per un certo tempo nella Santa Casa di Loreto sostituì l'originale, trafugato in Francia dalle truppe napoleoniche nel 1797.[10].
- Chiesa di San Donato in via omonima
- Palazzo Majolica Landrini: all'interno è visibile un tugurio in cui san Francesco d'Assisi dimorava durante le sue visite a Cannara.
- Piandarca: è una località del comune di Cannara dove, secondo la tradizione, ebbe luogo la famosa predica agli uccelli di san Francesco d'Assisi.[11] Il punto dove avvenne il miracolo è segnalato da una pietra sita lungo l'antica strada che congiungeva il castello di Cannara a quello di Bevagna in un'area ancora oggi incontaminata, raggiungibile attraverso un sentiero che inizia appena fuori dal paese e si snoda attraverso i campi. Nei pressi della pietra e lungo l'attuale strada che conduce a Bevagna (la SP 403) è stata edificata nel 1926 anche una piccola edicola a ricordo dell'avvenimento. Nella nicchia dell'edicola è raffigurato san Francesco in mezzo a due alberi con una rondine sulla spalla sinistra opera del pittore Castore Vignaroli; mentre la cornice in ceramica intorno all'affresco è dello scultore cannarese Bruno Bini.

## Società

### Evoluzione demografica
Abitanti censiti

Al 31/12/2009 il comune conta 4.276 abitanti. La densità della popolazione è di 130,842 per Km quadrato. I maschi sono 2.107 e le femmine 2.169. Il numero delle famiglie è ora pari a 1751, rispetto alle 1709 del 2008.

### Etnie e minoranze straniere
Secondo i dati ISTAT al 31 dicembre 2010 la popolazione straniera residente era di 399 persone. Le nazionalità maggiormente rappresentate in base alla loro percentuale sul totale della popolazione residente erano:
- Romania 122 (2,82%)
- Marocco 112 (2,59%)
- Albania 20  (1%)

## Cultura
Lo stemma di Cannara raffigura un grifo rampante che afferra con gli artigli una canna recisa, a testimonianza dell'etimologia di "Cannara" che deriva appunto da "canna".
La facoltà di utilizzare il grifo, emblema perugino per eccellenza, venne concessa al castello di Cannara dopo la sottomissione alla città di Perugia nel 1291.
Descrizione ufficiale: "Di azzurro, al grifo d'oro, allumato, linguato, armato di rosso, afferrante con le quattro zampe la canna recisa, di verde, convessa verso il fianco destro.
Ornamenti esteriori da Comune."
Originariamente e fino al 1996 lo stemma del Comune era su sfondo rosso e il grifo era di colore bianco. Oggi tale emblema non è più adottato ufficialmente.
Fra le associazioni culturali più importanti presenti nel territorio comunale troviamo il Concerto musicale "Francesco Morlacchi" di Cannara (PG) una banda musicale tra le più antiche d'Italia (fondata nel 1843) che comprende anche una scuola di musica per strumenti bandistici.
A Cannara, secondo la tradizione, san Francesco d'Assisi nel 1221 istituì il Terz'ordine francescano, oggi chiamato Terzo ordine secolare, e vestì dell'abito il primo seguace di questo stile di vita laicale nel segno del Vangelo: il beato Lucio Modestini da Cannara. Gli altri due ordini sono consacrati e sono costituiti dai frati minori e dalle monache clarisse. Come già visto, numerose fonti e lapidi come pure alcune chiese di Cannara sono rimaste a testimonianza di questo importante evento
Sempre a Cannara la tradizione vuole che san Francesco d'Assisi abbia fatto la famosa Predica agli uccelli come testimoniato anche da "I fioretti": san Francesco, dopo aver predicato al popolo di Cannara che voleva seguirlo abbandonando le proprie case, ed averli rassicurati che lui avrebbe pensato a qualcosa per la salvezza delle loro anime (ideazione del Terz'ordine), si allontanò da lì "...et venne fra Cannaia et Bevagni. Et passando oltra con quello fervore, levò li occhi in alto et vide alquanti arbori ad lato la via in su li quali era grande moltitudine de ucelli..." È questo l'inizio del racconto della Predica agli uccelli.
I due celebri avvenimenti legati alla vita e alle opere di san Francesco d'Assisi sono immortalati in due importanti affreschi. Il primo è l'istituzione del Terz'ordine francescano, dipinto cinquecentesco del pittore Baldassarre Croce dove è chiaramente visibile, alle spalle del santo, il castello di Cannara. L'opera si trova nella cappella papale di san Pio V nella basilica di Santa Maria degli Angeli alla Porziuncola. Sotto l'affresco si legge "De mundi contemptu dicentem Franciscum / Canarienses turmatim sequi cupiunt / his ad sua remissis tertium ordinem / primo patriarca instituit".
L'altra importante testimonianza artistica è costituita della Predica agli uccelli, affresco di Benozzo Gozzoli del 1452 che si trova nella chiesa di San Francesco a Montefalco, dove ancora una volta si scorge sullo sfondo il castello di Cannara.
Nella vicina frazione di Collemancio è presente, inoltre, un'importante area archeologica che ha riportato alla luce il municipio romano di "Urvinum Hortense" con le sue famose terme a cui appartiene il mosaico a soggetto nilotico di 65 metri quadrati, oggi, conservato nel nuovissimo museo "Città di Cannara".

### Eventi
- Festa di sant'Antonio abate, patrono degli animali si celebra a gennaio la domenica successiva al giorno 17. Tutti portano le proprie bestie che vengono solennemente benedette in piazza Marconi, sul sagrato delle chiese di San Francesco e San Giovanni Battista. Qui i membri della confraternita di Sant'Antonio distribuiscono vino, salsicce, arance, pane e rocce conditi da anice e uva passa.
- Festa di san Biagio, si festeggia il 3 febbraio. Il programma dei festeggiamenti civili si conclude in piazza Garibaldi (già del Grano) con giochi popolari di abilità, consistenti nella corsa con i sacchi o nel rompere con un bastone, e bendati, delle brocche appese fra le case che si affacciano sulla piazza. Sin dal giorno prima è usanza far rotolare, quanto più a lungo possibile, forme di formaggio per le vie del centro storico secondo una tradizione già attestata nel XVI secolo col nome di Ruzzolone.
- Processione del Cristo Morto, si svolge il Venerdì Santo per le vie del paese illuminate solo dal tenue bagliore delle fiaccole. Crociferi, penitenti incappucciati o incatenati accompagnano, insieme ai membri di tutte le confraternite, il catafalco con il simulacro del Cristo Morto: una statua quattrocentesca con le braccia snodabili che, per la processione, viene deposta dalla croce e adagiata, richiudendo gli arti superiori, sul letto funebre. Durante l'anno la singolare opera è custodita nella chiesa della Buona Morte.
- La rinchinata, si tiene il giorno di Pasqua. Due processioni distinte accompagnano rispettivamente l'uscita della statua del Cristo Risorto da san Matteo e quella della Vergine da san Biagio. Sul sagrato della parrocchiale si incontrano e avviene l'inchino dei due simulacri che deve compiersi in perfetto sincronismo, sorretti dai membri delle confraternite. Dalla riuscita del rito si traggono tuttora auspici per il raccolto estivo. È usuale, da qualche anno, associare a questo rito religioso anche la festa della Vernaccia di Cannara un vino locale ottenuto dall'uva passita da degustare per le vie del paese insieme a torte di formaggio, salumi e dolci di uvetta e canditi.
- L'Infiorata, è la manifestazione più importante dell'anno dopo la festa della cipolla. Si svolge il giorno del Corpus Domini e la notte precedente serve per allestire lungo le vie del paese splendidi tappeti floreali, destinati ad ospitare il passaggio del sacerdote in processione con il Santissimo Sacramento: solo a lui è consentito calpestarli. L'infiorata è realizzata con il concorso di tutta la popolazione cannarese che partecipa alle lunghe fasi preparatorie consistenti nella raccolta e nella scelta dei fiori necessari a creare i variopinti tappeti, ispirati nelle raffigurazioni a temi religiosi o di attualità, comunque legati alla solennità della festa.
- Festa della cipolla, è la manifestazione più importante di tutto l'anno oltre che l'evento clou del settembre cannarese che alterna per tutto il mese esposizioni d'arte e fotografiche, momenti di teatro, musica, folclore, alle tradizionali celebrazioni liturgiche in onore del patrono san Matteo (21 settembre). La festa della cipolla ha lo scopo di valorizzare questo importante prodotto locale che viene cucinato in numerosi modi ed offerto alla degustazione del pubblico in sei stand gastronomici, allestiti nelle varie piazze cittadine. Le cipolle, assieme ad altri prodotti tipici, sono anche vendute nelle caratteristiche trecce dai numerosi mercanti ambulanti.
- I Focaracci, sono grandi falò che vengono incendiati lungo il fiume Topino la sera del 5 dicembre in occasione della festività di san Nicola da Bari che, secondo tradizione, durante la notte porta doni ai bambini maschi.

### Musei e teatri
- Museo Città di Cannara: inaugurato il 30 maggio 2009 ospita per lo più reperti rinvenuti negli scavi archeologici della vicina frazione di Collemancio riguardanti un insediamento romano denominato "Urvinum Hortense". Fra i numerosi ritrovamenti esposti il più importante è senza dubbio il mosaico a soggetto nilotico di 65 metri quadrati appartenente alle terme di Urvinum Hortense e riportato alla luce nel 1932 dal Prof. Giovanni Bizzozzero, uno fra i primi lungimiranti studiosi ad intraprendere la campagna di scavi a Collemancio. Nel museo è allestita anche una sala dedicata alla storia della banda musicale di Cannara.
- Teatro Ettore Thesorieri: edificato nel 1767, fu chiamato inizialmente Teatro del Leone, perché sul sipario era dipinto un leone seduto sopra un pilastro. Aveva due ordini di palchi in legno sostenuti da robuste colonne che arrivavano fino al soffitto. Venne restaurato nel 1780 dal decoratore perugino Valentino Carattoli e successivamente divenne Teatro comunale. Nel 1901 venne intitolato dal Consiglio municipale a Ettore Thesorieri assieme alla via adiacente. È stato trasformato nella sua forma attuale alla fine degli anni settanta.

## Economia
Tra i prodotti agricoli tipici della zona va citata: 
- la cipolla di Cannara, dal 2003 patrocinata dal Consorzio Cipolla di Cannara, di cui fa parte anche il comune.
- la Vernaccia di Cannara, vino passito rosso, divenuto DOC sotto la denominazione «Colli Martani» dal 2009[22]

## Amministrazione
| Periodo         | Periodo           | Primo cittadino   | Partito                            | Carica                    | Note   |
| --------------- | ----------------- | ----------------- | ---------------------------------- | ------------------------- | ------ |
| 17 luglio 1985  | 19 maggio 1990    | Tersilio Andreoli | Partito Comunista Italiano         | Sindaco                   | [ 23 ] |
| 12 giugno 1990  | 6 dicembre 1991   | Tersilio Andreoli | Partito Comunista Italiano         | Sindaco                   | [ 23 ] |
| 7 dicembre 1991 | 23 aprile 1995    | Roberto Barontini | Partito Democratico della Sinistra | Sindaco                   | [ 23 ] |
| 24 aprile 1995  | 13 giugno 1999    | Roberto Barontini | Partito Democratico della Sinistra | Sindaco                   | [ 23 ] |
| 14 giugno 1999  | 13 giugno 2004    | Roberto Barontini | Centro-sinistra                    | Sindaco                   | [ 23 ] |
| 14 giugno 2004  | 7 giugno 2009     | Giovanna Petrini  | Centro-sinistra                    | Sindaco                   | [ 23 ] |
| 8 giugno 2009   | 30 settembre 2013 | Giovanna Petrini  | Lista civica                       | Sindaco                   | [ 23 ] |
| 1º ottobre 2013 | 25 maggio 2014    | Flavia De Sario   |                                    | Commissario prefettizio   | [ 23 ] |
| 26 maggio 2014  | 30 maggio 2017    | Fabrizio Gareggia | Cannaresi Liberi                   | Sindaco                   | [ 23 ] |
| 31 maggio 2017  | 24 ottobre 2017   | Pina Maria Biele  |                                    | Commissario prefettizio   | [ 23 ] |
| 25 ottobre 2017 | 11 giugno 2018    | Michele Formiglio |                                    | Commissario straordinario | [ 23 ] |
| 11 giugno 2018  | 16 maggio 2023    | Fabrizio Gareggia | Cannaresi liberi                   | Sindaco                   | [ 23 ] |
| 16 maggio 2023  | in carica         | Fabrizio Gareggia | Cannaresi liberi                   | Sindaco                   |        |

### Gemellaggi
- Montalto Dora, dal 9 settembre 2007.

## Sport

### Calcio
- A.S.D. Cannara, nella Serie D, nata nel 1932

### Basket
- Pallacanestro Pro-Loco Cannara, in Serie D

### Impianti sportivi
- Palazzetto dello sport attrezzato per pallavolo, basket e calcio a 5 con annessa sala polivalente, loc. Casone
- Stadio comunale "A. Spoletini", Via Assisi
- Stadio comunale "Parco XXV Aprile" in erba sintetica, loc. Casone
- Pista ciclabile circolare (1,1 km) con annesso campo da bocce, loc. Casone

## Galleria d'immagini

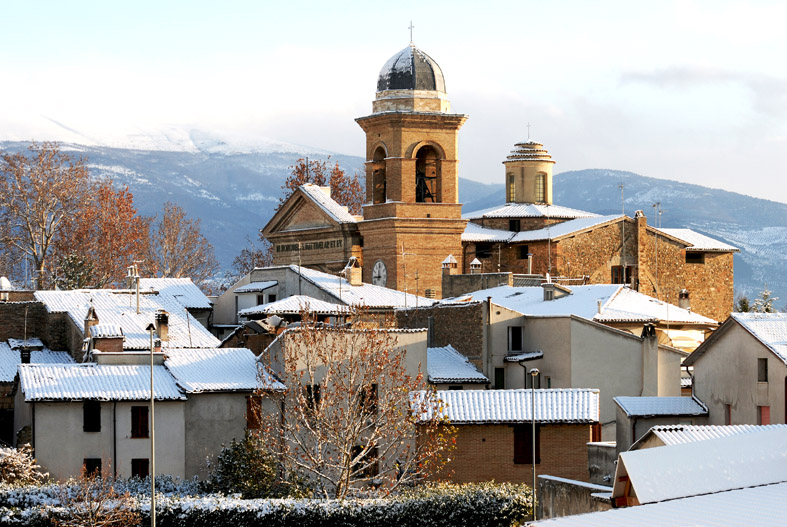
Panorama di Cannara innevato, 2007
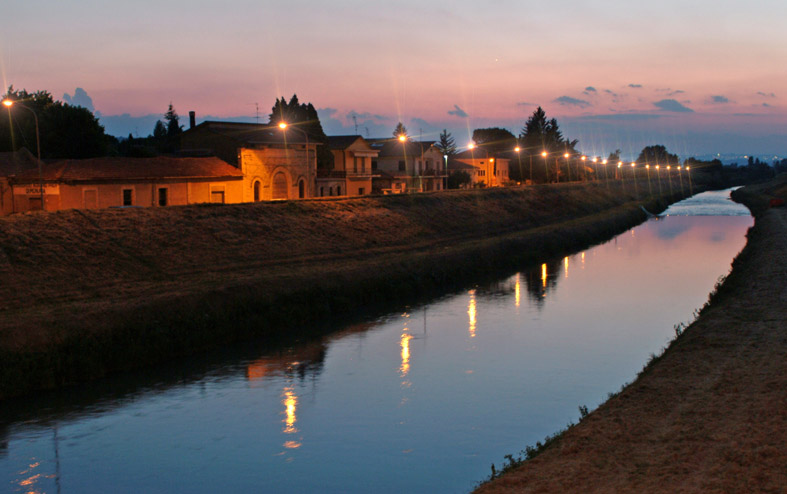
Cannara sul fiume Topino, 2005
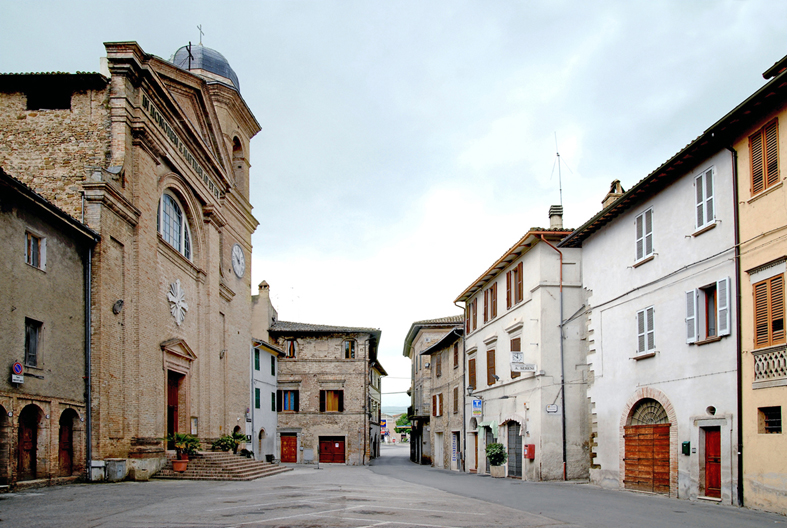
Piazza San Matteo, 2008